# Korleone Young
Pour les articles homonymes, voir Young.
Korleone Young, né le 31 décembre 1978, à Wichita, au Kansas, est un ancien joueur américain de basket-ball. Il évolue au poste d'ailier.

## Palmarès
- Meilleur intercepteur de la CBA 2001